# Scooter
A Scooter egy német elektronikus zenei együttes, mely az 1990-es évek elején alakult Hannoverben, majd a későbbiekben székhelyüket áttéve Hamburgban alkottak, és ez lett a székhelyük.
Világszerte több mint harmincmillió nagylemezt adtak el, nyolcvannál is több nemzetközi elismerést gyűjtöttek be, emellett a legsikeresebb német előadónak számítanak huszonhárom TOP 10-es kislemezükkel. A Scooter trió formációban működik, a frontember H.P. Baxxter, mellette két másik taggal (közülük a legismertebb a hangzást húsz évig meghatározó Rick J. Jordan volt), de negyedik, háttérben meghúzódó tagként kezelik Jens Thele menedzsert is. Számos sláger fűződik a nevükhöz, amelyeket az időközönként bekövetkező stílusváltások és tagcserék tesznek még érdekesebbé. Ezeket mindig egy új fejezet (Chapter) jelzi. A csapat számos kisebb projektben, álnéven is tevékenykedett (például Ratty, Sheffield Jumpers). Kiadójuk a Kontor Records volt, de azon belül sajátot is üzemeltettek Sheffield Tunes néven, 2023-tól pedig a Universal Music. Magyarországon eleinte a Record Express forgalmazta lemezeiket, majd annak csődje után a Warner-csoporthoz tartozó Magneoton lett az importőr, később pedig az annak égisze alatt működő Elephant House Records a kiadójuk, majd hazánkban is a Universal Music. Hivatalos magyarországi rajongói közösségük a Scootertechno Hungary.
Legsikeresebb albumuk a Jumping All Over the World, melyből csak Európában több mint félmilliót adtak el, legsikeresebb kislemezük pedig a Nessaja, az egyetlen, amely valaha is vezette a német kislemezlistát.

## Története

### The First Chapter (1993–1998)
1986-ban H.P. Baxxter (Hans-Peter Geerdes) és Rick J. Jordan (Hendrik Stedler) Hannoverben Britt Maxime (Birgit Geerdes. H.P. nővére) és Slin Thompson közreműködésével megalapította az újhullámos szintipop Celebrate the Nun együttest, mely nem volt hosszú életű, bár egy-két kisebb sikert elkönyvelhettek. 1991-ben, a zenekar feloszlása után egy ideig nem találkoztak, majd 1993-ban ők ketten H.P. unokatestvérének, Ferrisnek (Sören Bühler) és egy producernek, Jens Thelének a segítségével létrehozták a The Loop! remixbandát. Első számuk Adeva Respect című dalának remixe volt. Eleinte egyáltalán nem bíztak a sikerben, így mindannyian a saját munkahelyükön maradtak, a zenét másodlagos dologként kezelték. H.P. ekkoriban telefonos értékesítőként dolgozott az Edel Recordsnál, akárcsak Jens.
A Scooter létrejöttének közvetlen oka az volt, hogy az Edel Records szerette volna kiadni René et Gaston Vallée De Larmes című számát, azonban jogi problémák miatt ezt nem tehették meg. Felkérték hát H.P.-éket arra, hogy csinálják meg a saját változatukat, ő pedig megbeszélte a dolgot Rickkel és Ferrisszel, majd nekiláttak a munkának. Az eredetit szinte teljes mértékben másoló szerzemény nagy meglepetésre a nyolcadik helyig jutott a német slágerlistán (hivatalosan mégsem számítják a kislemezeik közé a mai napig sem). A projekt is a dal alapján kapta a nevét, mert dallama nagyon emlékeztette őket a vidámparkok világára, és ez járt a fejükben a kereszteléskor is. Többféle attrakción gondolkoztak, míg a dodzsemnél maradtak, ami pedig németül „Autoscooter”.
Korábban gondolkoztak másféle neveken is, mint a "Jahrmarkt" (Búcsú), vagy a "Schießbude" (Céllövölde), de ezeket hamar elvetették. Stúdiójukat Hannoverben állították fel. A siker hatására hamarosan megkeresést kaptak, hogy lépjenek fel élőben is: erre 1994 áprilisában került sor Hamburgban, a Palladiumban. Nem volt túl sok számuk, csak a kiadott kislemez, annak B-oldala (Cosmos), valamint egy félkész instrumentális szerzemény. Ez utóbbira H.P. elkezdett spontán módon szövegelni, ahogyan azt az akkoriban divatos MC-ktől elleste, így született a Hyper Hyper szám, melybe teljesen véletlenül került a Scooter szó, de a csapatot innentől kezdve már ezen a néven ismerték, és nem mint The Loop! (noha ezen a néven egészen 1998-ig jelentek még meg remixek). A fellépés hatalmas siker volt, a közönség óriási ovációval fogadta őket, aminek hatására felkérést kaptak arra, hogy csináljanak a szerzeményből kislemezváltozatot.
A Hyper Hyperből több mint hétszázezer példányt adtak el, ami platinalemezt jelentett, és olyan jól fogyott, hogy két kiadást is megért. A Scooter azonban nem maradt meg egyszámos együttesnek: az ezt követő Move Your Ass! is hatalmas sláger lett, csakúgy, mint az ezt követő számok, és az …And the Beat Goes On! című debütáló nagylemez (két aranylemezt és két platinalemezt gyűjtöttek be vele, Magyarországon is nagy siker volt).
1995. május 27-én a Rave Olimpia szervezésében Sopronban léptek fel először, majd másnap a Vasas Sportcsarnokban volt első budapesti koncertjük. Ebben az évben már hazánkban is rendkívül ismertek voltak, ekkor volt Sarkadon az a híres fellépésük, amikor a település lakossága és a polgármester is díszes fogadtatásban részesítette őket. 1996-ban második albumuk, az Our Happy Hardcore a hangzást letisztultabbá tette (és három arany-, valamint egy platinalemezt kaptak érte), de az ugyanebben az évben megjelenő harmadik album, a Wicked! bemutatkozó kislemeze, az I’m Raving már jóval lassabb tempójú volt, mint az addigi számok, a Break It Uppal pedig megalkották a világ első technoballadáját. Ekkor költözött át stúdiójuk véglegesen Hannoverből Hamburgba. 1997-ben a már kevésbé jól sikerült Age of Love albumon megjelent a gitáreffekt is (Fire, amely a Mortal Kombat 2 című filmbe is bekerült). Ez a lemez arról is híres, hogy a címadó dal videóklipje akkoriban szokatlanul nagy költségvetéssel és profi technikával készült. A Scooter egyre sikeresebb lett, nemzetközileg is elismerték őket, sőt egy ízben még a Cobra 11 című sorozatban is felbukkantak mint szereplők (2. évad 20. rész: A hírnév átka).
Az időszak lezárásaképpen megjelent a Rough and Tough and Dangerous című válogatáslemez, egy új számmal (No Fate). Ekkoriban nézeteltérések gyengítették a csapatot, melyek főként H.P. és Ferris közt alakultak ki amiatt, hogy trió létükre H.P. kapja a rivaldafényt és aratja le a babérokat. Nem segített a helyzeten Ferris mániás depressziója sem. Az ügy végére az ő 1998 elején történt távozása tett pontot: olyan közös megegyezéssel, hogy a korábbi Scooter-szerzemények után továbbra is megkapja a jogdíjakat, de minden további igényről lemond. Ez később konfliktusok forrásává vált.

### The Second Chapter: Axel Coon (1998–2002)
Ferris a távozása után szólókarrierbe kezdett, több-kevesebb sikerrel. Helyére az ekkoriban Lacoon néven számokat kiadó fiatal producer és DJ, Axel Coon (Axel Broszeit) ideális választásnak ígérkezett, hiszen korábban már dolgoztak vele együtt (egyszer még helyettesíteni is beugrott egy brémai fellépésre, amikor Rick megsérült), valamint a Scooter hamburgi stúdiójába is bejáratos volt. Az új időszakot a „Second Chapter” névvel illették.
Transforming the tunes, we need your support
If you've got the breath back, it's the first page of the second chapter!

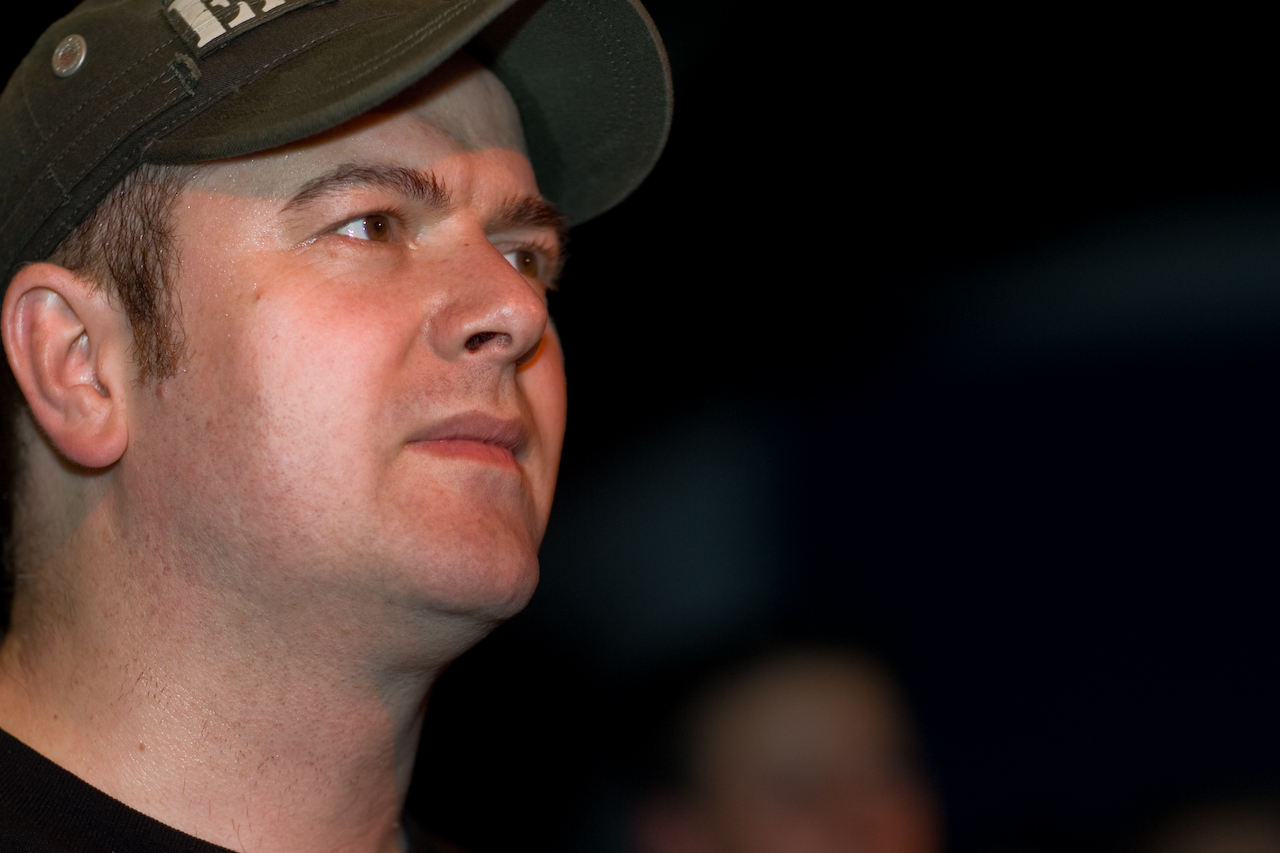
Rick J. Jordan, aki a Scooter első 20 évében felelt a Scooter zenei alapjaiért, és több slágerben ő énekelte a refrént is

Az első kislemez, a How Much Is the Fish? hatalmas siker lett (talán azért is, mert egy népszerű népdalt dolgozott fel,) a nyáron megjelent No Time to Chill album nemkülönben. Sikere miatt később kiadtak egy korlátozott példányszámú változatot is,melyen addig nem hallott remixek is helyet kaptak. Ez a lemez kicsit kísérletezgető jellegű volt, és lehetett rajta már érezni azokat a stílusbeli változásokat, amelyek ebben az időszakban jellemezték a Scootert. Készítéséről pedig, akkoriban egyedülálló módon, internetes naplót vezettek.
1999-ben olyan erős kislemezek jelentek meg, mint a Faster Harder Scooter, Fuck the Millennium; és a nagylemez, a Back to the Heavyweight Jam. Ugyanebben az évben jelentette be H.P. négy új álnevét: Sheffield Dave, Candyman, Ice, és Screaming Lord. Ezt követően is szokásává vált, hogy újabbnál újabb neveket vett fel, melyeket a lemezborítókon is feltüntettek. Nem sokkal később elindult a scootertechno.com weboldal. Ekkor avatták fel az új logót, a megafont, és ekkor változtatták meg a nevük betűtípusát is (Crass). Ez az időszak már teljes egészében a techno és hard trance stílusokról szólt, a teljes "Back to the Heavyweight Jam"-et ennek szentelték. A kemény ütemek, a hosszabb instrumentális blokkok, és az ezek közé beillesztett, stílusukkal kissé kilógó kísérletezgető számok lettek az időszak védjegyei. Felvették a "megafon-hangzást" is: ez egy különleges effekt, mely úgy szól, mintha H.P. egy megafonba szövegelne, és ehhez egy Shure-mikrofont használtak. Ezt egészen 2011-ig alkalmazták, azután fokozatosan elmaradt.
2000-ben jött a Sheffield, új ritmusokkal, és új zenei próbálkozásokkal. A lemez kicsit eklektikus lett, és kislemezei sem arattak túl nagy sikert, de még mindig népszerűek voltak. Ekkor kezdte meg működését a Sheffield Tunes is mint a frissen alapított Kontor Records égiszén belül működő alkiadó (miután ők maguk is alapítói voltak a Kontornak Jens Thelén keresztül). Az év végén elnyerték a legsikeresebb dance előadói díját a német VIVA Comet díjkiosztóján. Több álnéven is elkezdtek remixeket kiadni, miután a negatív kritikai hangok is elkezdtek felerősödni (ezek voltak a "Ratty", a "Guess Who?" a "3 A.M.", valamint a "Section 11"). Az évtized végére ugyanis a Scooter hagyományos stílusa kezdett kifutni a mainstream-vonalból, s ezért, valamint a feldolgozások számának növekedése miatt erősödtek a velük szembeni ellenérzések is.
Ravasz húzásként ekkor megjelent "I’m Your Pusher" című kislemezüket megjelentették kétoldalas white label bakelitlemez-formában, "The Pusher 1" és "The Pusher 2" számcímekkel, előadó megnevezése nélkül. Eljuttatták egy korábban őket szidalmazó brit rádióhoz is, amely nagyon sokat játszotta a dalt, bár fogalma sem volt róla, ki az eredeti előadó. A Sheffield második kislemeze, a She’s the Sun korlátozott példányszámú kiadás volt, ugyanis mindössze 77 777 darab készült belőle, ebből az első ezerhez ajándék üzenetrögzítő-szöveg járt. B-oldala, a "Sunrise (Ratty's Inferno)" nem várt módon siker lett, feljavított verziójából "Sunrise (Here I Am)" címmel pedig önálló kislemez, melyet Ratty néven adtak ki.
2001-ben a Posse (I Need You On The Floor) új, rég hallott elemet hozott vissza a hangzásvilágba, az úgynevezett HPV-t (high pitched voice, a refrének magasra torzított éneksávval lettek rögzítve) melyet a mai napig megtartottak. Az új lemez, a We Bring the Noise! egy keményebb, technósabb anyag lett. Nyári kislemezként az Aiii Shot The DJ-t jelentették meg. Az év végén még kijött a Ramp! (The Logical Song) kislemezen, melynek videóklipje a Halálos iramban című filmre hasonlított. Ekkoriban már több szám is kijött tőlük álneveken, a legismertebb talán a "Habanera", amelyet majdnem kislemezként is kiadtak, de végül elálltak tőle, és az először "Section 11" címen jelent meg bakeliten, majd a koncertrepertoár része lett.
Ennek az időszaknak a lezárásaként jelent meg 2002-ben a Push the Beat for This Jam (kislemezdalok, B-oldalas számok, koncertfelvételek, és 4 új dal), és az első Scooter koncert-DVD, az Encore – Live and Direct, mely megjelent audio CD-n is. Utóbbin már megtalálható a Nessaja, a Third Chapter legelső próbálkozása. Megjelent továbbá a 24 Carat Gold is, melyen az addig megjelent 24 kislemez volt, igaz, némiképp lerövidítve, hogy elférjenek egy CD-n.

### The Third Chapter: Jay Frog (2002–2006)

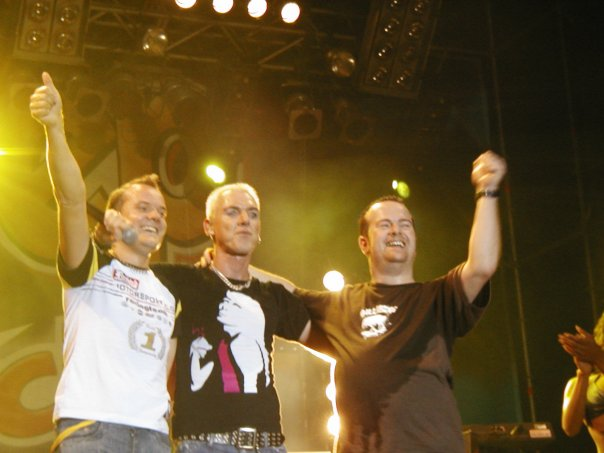
Jay Frog, H.P. Baxxter, és Rick J. Jordan Kijevben, 2004-ben

2002-ben Axel Coon is kivált az együttesből. Ennek közvetett oka az volt, hogy a "Ramp! (The Logical Song)" videoklipjének forgatásán egymásba szerettek a Kelly Trump művésznevű Nicole Heykával, aki erotikus filmekben is szerepelt. A Scooterre rossz fényt vetett volna, ha az egyik tagjuknak ilyen kapcsolata van, ezért kérték, hogy nyilvánosan ne vállalja fel azt, azonban ő inkább a szerelmet választotta, és az együttes érdekeire is tekintettel kilépett. A megüresedő helyre egy ifjú DJ-tehetség, Jay Frog került. Ő is hasonlóképpen került be az együttesbe, mint Axel Coon: már korábban is dolgozott együtt a Scooterrel, és a remixei is ígéretesnek tűntek (több remixet készített álneveken, illetve eddigre „Pushin’” címmel megjelent egy kislemeze is).
Alright everybody, tie you shoes, yeah!
The third chapter has just begun!
Már rögtön az első kislemez, a Nessaja nagy sikert ért el, ez volt az első, és ezidáig egyetlen alkalom, hogy Scooter-kislemez vezette a német listát. De ezzel nem álltak meg: az új formáció első albumán, a The Stadium Techno Experience-en szerepel a Scooter talán legismertebb száma, a Maria (I Like It Loud). Újabb stílusváltásnak lehettünk tanúi: több hard dance és trance alapú szám született, ugyanakkor a feldolgozások száma is látványosan megnőtt. Voltak olyan dalok, amiket három-négy szám részleteiből ollóztak össze. A Ratty-projekttel azonban felhagytak: utolsó próbálkozásukat, a „Day-O (Banana Boat Song)”-ot már nem is ezen a néven, hanem mint „Beetle Juice pres. Rick Maniac & Dr. Loop” hozták ki. Ezután kisebb szünet következett, amelyet csak egy kislemez, a „Jigga Jigga!” tört meg, amely igazából egyik nagylemezhez sem köthető. Ezzel a számmal másodikok lettek az Eurovíziós Dalfesztivál 2004-es németországi selejtezőjén.
2004-ben jött a kísérletezgetős, több stílus egyvelegét felvonultató Mind the Gap, méghozzá rögtön háromféle változatban, és a Shake That! kislemez, mely szintén hatalmas siker lett – és sikerült megosztania az akkor már meglehetősen heterogén rajongótábort. Ugyanebben az évben rendezték meg a zenekar fennállásának tizedik évfordulója alkalmából a hamburgi nagykoncertet.
2005-ben megjelent a Who’s Got the Last Laugh Now?, és azután egy hosszú szünet következett, új szám nem készült, a csapat csak turnézott. Többek között eljutottak az Egyesült Államokba, ahol többek között Chicagóban adtak koncertet, melyről videófelvételt is készítettek, és ebből lett a Hello! (Good to Be Back) videóklipje.
2006-ban megjelent az Excess All Areas koncert-DVD, melyet egy hosszú turné végén vettek fel Hamburgban. Turnéjuk látványos és egyedi volt: a pirotechnikai eszközök garmadáján túl velük együtt lépett fel a Venom együttes gitárosa, Jeff "Mantas" Dunn is, merőben új hangzást adva néhány dalnak; valamint Rick és Jay elektromos dobokat is használtak a számok közben. A kiadványt megjelentették audio CD-n is, ez volt tőlük a 2006-os évben az egyedüli zenei kiadvány. Az időszak lezárásaként nem jelent meg semmilyen összefoglaló jellegű válogatáslemez.

### The Fourth Chapter: Michael Simon (2006–2014)
2006-ban Jay Frog is kivált, hogy szólókarrierbe kezdhessen, de az is siettette a távozását, hogy a többi taggal ellentétben egészen más elképzelései voltak a Scooter jövőbeli stílusáról. Az ő helyét vette át Michael Simon, aki szintén veteránnak számított a német tánczenében (a Shahin & Simon duó főleg rave és happy hardcore stílusban dolgozott, Jerry Ropero-val pedig éveken keresztül klubzenét játszott; ezen felül számos sikeres projektben is részt vett). Akárcsak az előző tagok, Michael is korábbi közreműködése okán került a csapatba (a korai években segített az albumok elkészítésénél, illetve az "Age of Love Tour" alatt a Scooter előzenekarai voltak Shahin Moshiriannal). Az átállás zökkenőmentességét mi sem bizonyította jobban, minthogy öt nappal a tagcsere után már koncerteztek Svájcban. Michael beválasztása sok régi rajongóban aggodalmat keltett, hiszen ő alapvetően a house műfajban tevékenykedett.
In the year of the Lord, 1994, we conquered the floor
That was then, this is Chapter Four!
2007-ben a „Chapter Four” jegyében jelent meg a mérsékelten sikeres, a hangzásba rockzenei és brit népzenei elemeket is becsempésző The Ultimate Aural Orgasm című album, rajta két kislemezzel (Behind the Cow és a német nyelvű Lass Uns Tanzen, mely az első olyan számuk is, mely kifejezetten a klubok számára íródott). Emellett a Lass Uns Tanzen Club Tour hosszú idő után az első olyan Scooter-turné volt, amely nem színpadi fellépésből állt, hanem diszkók és klubok látogatásából. Ugyanebben az évben, a kudarcot ellensúlyozandó, kipróbálták a jumpstyle stílust: egy egész albumot szenteltek ennek. A próbálkozás sikeres volt, ebben az évben jelent meg a 21. kislemezük (And No Matches), mely bekerült a német TOP 10-be, mely eddig még egy német előadónak sem sikerült a lista 1956-os indulása óta.
2008-ban újra lemezt adtak ki Nagy-Britanniában, s az első heti lemezmegjelenési adatok alapján a Jumping All Over The World album rögtön az első helyen nyitott a brit listán, megelőzve ezzel Madonna legújabb lemezét is. A lemezhez kapcsolódó Jumping All Over The World Tour hatalmas sikere miatt gyakorlatilag egész évben ezzel a lemezzel turnéztak. Koncertjeiken a klipekből már ismert jumpstyle táncosok is részt vettek, akik augusztusban saját projektet kaptak, Sheffield Jumpers néven. Ekkoriban több zenész, más-más stílusokból, remixelte a kedvenc Scooter-számát, az elkészült műveket pedig hosszú várakozás után 2009-ben Hands On Scooter címen ki is adták. Még az év vége előtt megjelent a Jumping All Over The World – Whatever You Want speciális kiadás, amely háromféle változatban jelent meg, s két CD-n járt hozzá a Jumping All Over The World album, a Hands On Scooter első szerzeményei, a Scooter német TOP 10-es kislemezei, valamint a Status Quo-val közösen felvett Jump That Rock! (Whatever You Want), bónuszként pedig még egy koncert-DVD is helyet kapott a csomagban, amelyet 2008 augusztusában rögzítettek a berlini Spandauban.
2009-ben ünnepelték fennállásuk 15. évfordulóját, és új albumot valamint kislemezt ígértek. A J’adore Hardcore augusztusban, az Under the Radar Over the Top album októberben érkezett, és a német listán a második helyen nyitott, amely a legjobb eredményük volt szülőhazájukban. Az első kislemez klipjének forgatása nem zajlott zökkenőmentesen: H.P. Baxxtert kirabolták a szállodai szobájában. A rendőrségen nem értették meg, és kérték, hogy jöjjön vissza egy spanyol tolmáccsal. Nem sokkal azután, hogy elment, az ETA terrorszervezet felrobbantotta a rendőrség épületét. Júliusban a Scooter képletesen a filmvásznon is hódított, mivel a Brüno című film főcímdala a Nessaja lett, de a Crank It Up is hallható volt benne. Szeptemberben hosszú idő után először látogattak el Magyarországra is. A BME Fesztiválon adott koncertjük teltház előtt zajlott – bár a rengeteg érdeklődő miatt kialakult zsúfoltság konfliktusokhoz vezetett.
2010-ben megjelent a Stuck On Replay kislemezük, mely a német jégkorong-világbajnokság hivatalos dala lett, és videóklipjében a magyar válogatott is szerepel. Márciusban pedig lemezbemutató turnéra indultak, főként német nyelvterületen. Májusban megjelent egy újabb koncertlemezük, a Live In Hamburg, mely CD- és DVD-forma mellett immár Blu-Ray-en is kiadásra került. Augusztusban ismét Magyarországra látogattak, a Szegedi Ifjúsági Napokon léptek fel, ahol a hatalmas érdeklődés miatt a szervezők a nagyszínpadra tették át őket.
A 2011-es év érdekesen indult a Scooter számára, ugyanis Ferris beperelte őket. Állítása szerint a "Nessaja" eredetijét ő készítette, de szerzőként való megnevezését a Scooter a mai napig mellőzi. Ezért szerzői jogi pert indított az együttes ellen. Más hírek is borzolták a kedélyeket: egy rosszindulatú fotómontázs alapján H.P.-t megvádolták azzal, hogy az ismert norvég, régen neonáci eszméket hirdető egy emberből álló zenekar, a Burzum rajongója. A hírt következetesen cáfolták. Ezen túlmenően egy finn fellépésük során megszakították a koncertjüket, mert kétszer annyi ember akart bejutni, mint ahány helyre engedélyezte a rendőrség a rendezvényt – kísértetiesen emlékeztetve a magyarországi West Balkán-tragédiára. A tavasz folyamán két kislemezt is megjelentettek, melyek eredetileg egyben jelentek volna meg, azonban az elsősorban filmpromóciós célokat szolgáló Friends Turbo és a merőben szokatlan hangzásvilágú The Only One megosztotta a rajongótábort. Az előbbi gyakorlatilag a "Friends" újrakevert változata volt, míg az utóbbi egy inkább klubhimnusznak mondható lassabb dal, furcsa videóklippel. Júniusban történetük legnagyobb fellépésére került sor az Imtech Arena falai között: a The Stadium Techno Inferno rendezvényen léptek fel, néhány vendégzenész kíséretében. Októberben pedig megjelent a rajongókból vegyes érzelmeket kiváltó, az aktuálisan legnépszerűbb stílusokat ötvöző The Big Mash Up album.
2012-ben előbb kiadták a teljesen átírt It's A Biz-t kislemezen, majd ismét turnéra indultak. Itt azonban látszott előző albumuk sikertelensége, mert az azt tartalmazó számok az elvileg azt népszerűsítő koncerteken fokozatosan kikoptak a repertoárból és később sem nagyon kerültek elő. Ugyanebben az évben H.P.-t beválasztották a német X-Faktor zsűrijébe. Szeptemberben egy rendkívül váratlanul, mindössze két nappal a megjelenés előtt bejelentett kislemezt, a 4 A.M.-et adták ki, mely stílusában elég közel áll az előző lemezhez, s ez volt az első kislemezük, amely már nem jelent meg CD-n. Valamivel később bejelentettek egy új albumot is: a Music For A Big Night Out album novemberben jelent meg, és általában véve pozitív kritikákat kapott.
2013 jelentős része úgy telt el, hogy nem adtak ki újdonságot, viszont huszadik évfordulójuk megünneplésére készültek, számos különlegességgel. Ezek közt ott volt H.P. saját egyszemélyes klubturnéja, melynek promotálására "Who The Fuck is H.P. Baxxter?" címmel egy kislemez is megjelent (bár ezt nem a Scooter szerezte), s a promóció során két alkalommal is Magyarországra látogatott Michael-lel egyetemben. Március 15-én pedig az első három albumuk újrakiadásával megkezdték az első tizenöt albumuk megjelentetését különleges, úgynevezett "20 Years of Hardcore" csomagban. A kettő (esetenként három) lemezt tartalmazó vadonatúj digipak kiadások bónuszként B-oldalakat, ritkaságokat, és remixeket tartalmaznak, egymás mellé helyezve pedig egy ábrát adnak ki. A sorozat azonban, különösen a vége felé, hibáktól hemzsegett. A sorozat és az időszak lezárásaképpen kiadtak egy válogatásalbumot hasonló címmel, illetve az összes videóklipjüket 2 DVD-n, ugyancsak hasonló címmel.

### The Fifth Chapter: Phil Speiser (2014–2018)
2013 októberében bejelentették, hogy a 2014-ben megjelenő új albumuk címe The Fifth Chapter lesz, és ezzel egy új korszak kezdődik. Amint az várható volt, ezúttal is tagváltással történt a fejezetváltás, de legnagyobb megdöbbenésre a másik alapító, Rick volt az, aki úgy döntött, kilép, családi okokra, kiégésre és saját elképzeléseinek megvalósítására hivatkozva. Ezzel a Baxxter és Jordan között 27 éve fennálló zenei együttműködés hivatalosan is véget ért.
Chapter Five! International bitch!
Mivel az albumon már végzett munkákat, sokan arra tippeltek, hogy Phil Speiser lesz az új harmadik tag, melyet novemberben az oroszországi turnéjuk során meg is erősítettek. Phil sem rutin nélkül került be az együttesbe: 2013 nyarán "Baxxter, Simon and DDY" néven a másik két taggal már kiadott közösen egy kislemezt "Sweater Weather" címmel, illetve egy ideje a feltörekvő tehetségek között tartották számon. Származását tekintve osztrák, amellyel az addigi német hegemónia is megtört az együttesben. A felállás első kislemeze a május 23-án megjelent Bigroom Blitz lett, amely arról híresült el hogy a Wiz Khalifától kölcsönzött rapbetétet engedély nélkül használták fel benne, minek következtében mind a videóklip, mind a kislemez átmenetileg le lett tiltva. Phil a bigroom house és a maximal electro stílusokban alkotott korábban, és ezt a Scooterbe is magával hozta, megtartva a korábbi hangzás jellegzetes elemeit is. Változtak a munkamódszerek: a korábbi feldolgozásdömping helyett az eredetiségre helyeződött a hangsúly, és ennek érdekében egy ötletelő stábbal többször is összeültek. A végeredmény a "The Fifth Chapter" című album lett, azzal a tizenhét dallal, amelyeket az ötletek közül a legjobbnak találtak. Az album bekerült a német TOP10-be, és Magyarországon is felkerült a lemezeladási listákra, szép eredményeket produkálva. Négy kislemezt hoztak ki róla, ebből kettőt a felkapott énekesnővel, Vassyvel közösen. 2015-ben leginkább turnéztak, majd augusztus 28-án egy hamburgi fellépés során mutatták be a nagyközönségnek a "Riot" címre hallgató új kislemezüket, mely ismét új stílus felé kacsintgatott, hiszen egy klasszikus hands up számot készítettek, és amely hat év után az első számuk volt, ami felkerült a magyar kislemezeladási listára. Következő nagylemezük, az Ace, 2016-ban jelent meg, róla három kislemezt adtak ki, mindhárom szép sikereket ért el.
2017-ben meghirdették a "100% Scooter – 25 Years Wild & Wicked Tour" című turnéjukat, amelyet hivatalosan csak 2018-ban kezdtek el, de pár koncertet már abban az évben is így tartottak meg. Az 1993-ban megjelent Vallée De Larmes óta eltelt negyed századhoz képest kalkulálták ki a dátumot, melyet új albummal ünnepeltek: a Forever szeptemberben, 25 számmal érkezett. Közben egy fellépésük diplomáciai botrányt okozott: 2017. augusztus 4-én a vitatott hovatartozású Krím-félszigeten koncerteztek, amelyet Ukrajna sérelmezett, ezért büntetőeljárást helyeztek velük szemben kilátásba, az országból való örökös kitiltással egyetemben – de mivel a terület orosz fennhatóság alatt állt és a német–orosz kapcsolatok is rosszak voltak, ezért Németországban is számíthattak volna valamilyen felelősségre vonásra. Az esetet a Scooter nem kívánta bővebben kommentálni, csak annyit mondtak, hogy ők nem politikai okokból jöttek, csak egy jót bulizni a közönséggel. Év végén kiadtak még egy hatalmas válogatást, ugyancsak "100% Scooter – 25 Years Wild & Wicked" címmel, melyben az eddigi kislemezeik mellett egy mixalbum, sőt bizonyos kiadványokban kazetta, és a német zongoristanő, Olga Scheps által zongorára átírt Scooter-slágerek voltak megtalálhatóak.

### The Sixth Chapter: Etnik Zarari, majd Sebastian Schilde (2018-2022)

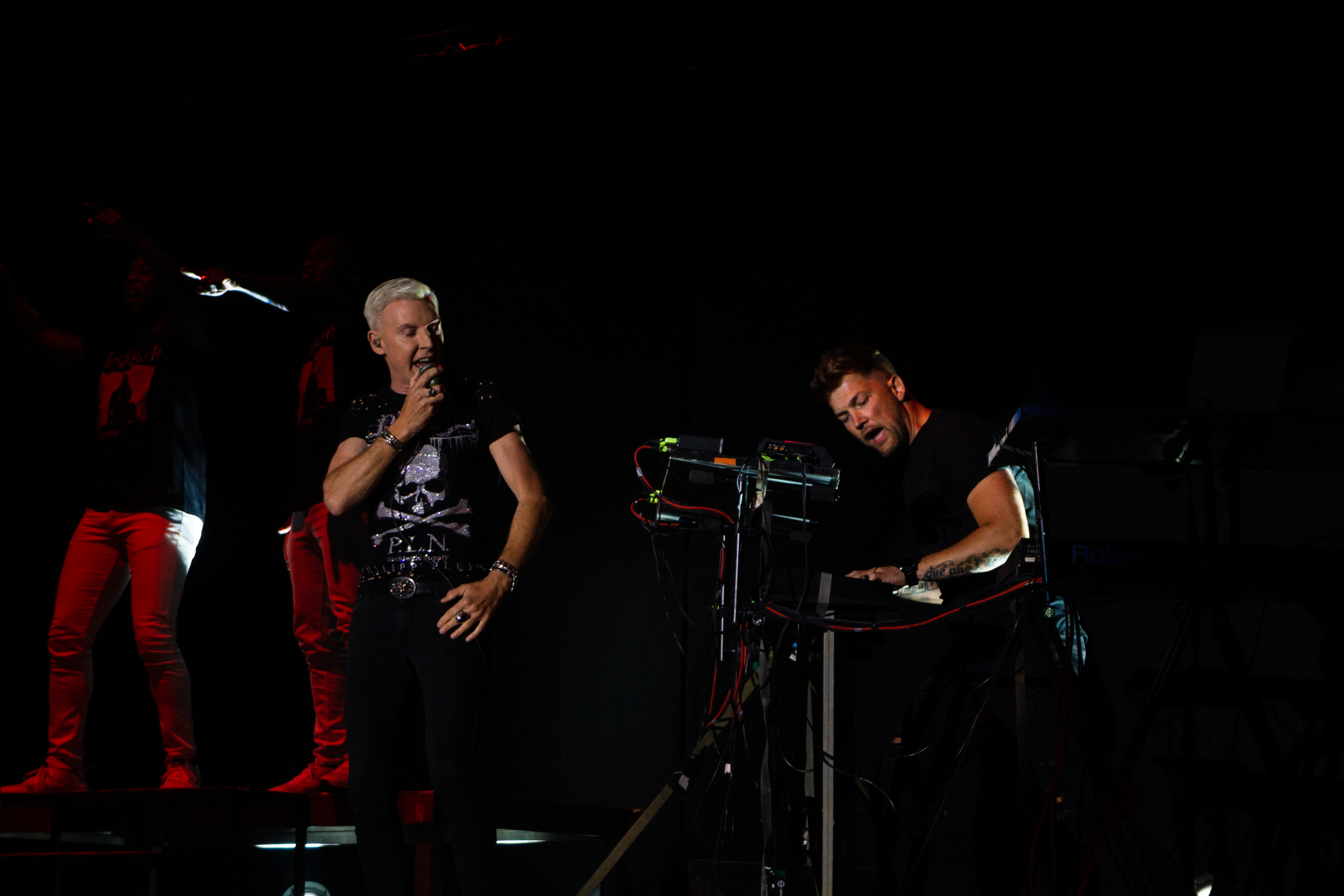
H.P. Baxxter és Sebastian Schilde a 2019-es Kosmonaut Festivalon

2018 októberében egy hannoveri fellépésen Phil helyett egy ismeretlen, bajuszos fiatalember lépett fel Phil helyén, majd pár nappal később egy DJ-szetten is ott volt velük. Az albán szülőktől származó Etnik Zararit néhány héttel később H.P. is megnevezte, mint utódot, aki Phil helyére kerül, miután utóbbi úgy döntött, hogy saját szóló projektjeire szeretne inkább koncentrálni. Phil teljesen váratlanul a turné kellős közepén, az ausztrál koncerteket követően hagyta ott az együttest, így távozása mögött sokan személyes okokat is sejtettek. Etniket az új német techno-hullám egyik legnagyobb tehetségének tartották, ezért is keltette fel a Scooter figyelmét. Az együttműködés azonban nem tartott túl sokáig: még a 2019-es koncertturné indulása előtt megköszönték Etniknek a segítséget, majd bejelentették, hogy a többek között Nacho néven is alkotó Sebastian Schilde lesz a Scooter új tagja. Etnikkel egyedül a "Move Your Ass! (Noisecontrollers Remix)" kiadvány jelent meg, aminek a videoklipjében látható néhány pillanatra.
Yeah! Here We Are! This Is Chapter Six! Yes!
Az első közös kislemez április 5-én jelent meg, egy feldolgozás, a "Rave Teacher (Somebody Like Me)". Ezt az évben még három követte, amelyek mindegyike előkelő helyig jutott a magyar kislemezlistán. A zeneszerzésben ismét új módszereket alkalmaztak: a feldolgozások visszatérése ellenére megmaradtak a saját szerzésű részek is a dalokban, melyekhez segítséget is igénybe vettek, többnyire a Harris & Ford részéről.
2020-ban elindult a God Save The Rave Tour, de csak két oroszországi koncertig jutottak, ugyanis a világszerte tomboló koronavírus-járvány miatt az összes koncertjüket el kellett halasztani. Cserébe csatlakoztak a Kontor Records kezdeményezéséhez, és "I Want You To Stream!" címmel online koncertet adtak március 27-én, melyet aztán albumként ki is adtak. Június 6-án koncerteztek újra először, ekkor is különleges módon, Ingolstadtban, egy autósmoziban, de az évben több fellépésük már nem volt. A helyzetet a világszerte sikeres "FCK 2020" című kislemezükkel dolgozták fel, de kiadtak még ebben az évben egy kislemezt Timmy Trumpettel közösen ("Paul Is Dead"), illetve Dimitri Vegas és Like Mike közreműködésével készült egy dal, a "We Love Hardcore". Ez idő alatt pedig több mint három év után új albumon kezdtek el dolgozni – a "God Save The Rave" című nagylemez 2021 áprilisában jelent meg. Az albumra az addig megjelent kislemezek, valamint pár új szám került fel. Ebben az időszakban kezdték el a régi lemezeik bakelitkiadását: az első két lemez szimpla újrakiadás volt, a "Wicked!"-től kezdve pedig újonnan megjelent kiadványok, melyek hagytak maguk után kívánnivalót (gyenge minőségben felnagyított borítók, terjedelmi korlátok miatt megvariált számok).
2022 őszén került sor a "FCK 2020 – Két és fél év a Scooterrel" című dokumentumfilm díszbemutatójára, mely az együttes múltjával, illetve a 2020-2022-es történésekkel foglalkozott, szerepeltetve benne régi tagokat is.
2022 novemberének végén egy katari koncerten Sebastian helyére teljesen váratlanul Jay Frog került vissza, majd Dublinban is ő lépett fel velük. Mint utóbb kiderült, ennek az volt az oka, hogy Sebastian már nem volt a Scooter tagja – ezt ő maga jelentette be Instagram-videóüzenetben. Az okokat illetően a Scooter a szerződés lejártára hivatkozott, pletykaszinten beszélték csak, hogy nézeteltérései támadtak H.P.-vel és a menedzsmenttel. Ez utóbbiakat megerősítette egy 2024-es podcastben, ahol elmondta, hogy részben saját magánéleti gondjai vezettek ide (nem tudott elég időt tölteni a családjával az állandó turnézás miatt), részben pedig H.P. Baxxternek a többiekkel szemben rendszeresen tanúsított bánásmódja, amely kisebb-nagyobb dolgokban csúcsosodott ki. Miután 2022 októberében ő maga jelezte, hogy felmond, új szerződést ajánlottak neki (ugyanis valóban csak 4 évre szólót kötöttek eredetileg is), de az csak anyagilag érte volna meg jobban, többek között megtiltották volna neki, hogy a már elkészült és a jövőben elkészítendő számait a Scooteren kívül bárkinek odaadja. Emiatt a szerződésből még hátralévő két koncertre sem engedték már el, amely nagyon megviselte. December 8-án aztán Facebook-üzenetben jelentették be, hogy Michael Simon is kilép, hivatalosan azért, mert inkább szólókarrierjére fordítaná az időt új pozíciója mellett, melyek a Kontor Records és a Sheffield Communications Publishing berkein belül kapott. Döntésében valószínűleg az is szerepet játszott, hogy nem sokkal ezt követően született meg első gyermeke.

### The Seventh Chapter: Jay Frog visszatérése, Marc Blou csatlakozása (2023-)
2023 januárjában bemutatták nagy nyilvánosság előtt is a "FCK 2020" filmet, és a film premierjével egy időben megjelent egy új kislemez, a "Waste Your Youth", amelyhez nem készült klip, csak egy H.P.-t ábrázoló, koncertvideókból összeállított "Lyric Video". Ekkor még egyáltalán nem volt bejelentve egyetlen új tag sem, de beszédes volt, hogy a szerzők között ott volt Jay Frog, aki 2002 és 2006 között volt már tag. A dal másik szerzője az ismert német producer, Neptunica volt, de nem ő lett végül a harmadik tag, hanem ahogy január 20-án bejelentették, Marc Blou (Marcel Neumann). Marc viszonylag új névnek számított, alig pár éve kezdett el dalokat készíteni.
Seven is the number, the eight wonder!
Március elején jelentették be, hogy valamennyi kiadványuk jogait eladták a Universal Music-nak, egyben a későbbi kiadványok kiadója is a Universal lett. A Scooter hangzása ismét változott: keményebb, technósabb számok is újra megjelentek ("Techno is Back", "Berliner Luft"), valamint újra elkezdtek nyitni a hardstyle irányzat felé ("Berliner Luft", "Rave & Shout!"). Szeptemberben bejelentették, hogy fennállásuk 30. évfordulóját, a "Thirty, Rough and Dirty" turnéval ünneplik meg. 2024. március 22-én adták ki az Open Your Mind And Your Trousers című nagylemezt, két és fél évvel a God Save The Rave után. Az albumra a 7th Chapter addigi kislemezei, valamint hat másik szám került fel. Az albumon többnyire kemény techno, és hardstyle számok kerültek fel ("Techno is Back", "Berliner Luft", "Ten Feet", "Sun Comes Back Around"), de egy újabb kísérletet is tettek a bigroom felé ("Let's Do It Again"), amely a Fifth Chapter ideje alatt dominált.
2025-ben tovább folytatták a turnét, és közben kiadtak egy-egy új számot is, másokkal közreműködve ("Mom Was On Tequila", "1", "Gimme That Noise", "Heart Attack", "Luv U More"). Júniusban H.P. Baxxter és Jens Thele eladták a Kontor Records-ban meglévő részesedésüket az Edel Records-nak.

## Stílusjegyeik
A Scooter sajátosságai között a legjellegzetesebb talán H.P. Baxxter sajátos előadásmódja. A frontember a számok túlnyomó többségében nem énekel, de nem is igazán rapper módra szövegel, hanem gyakorlatilag kiabál, instruálva a közönséget. A dalszövegek a dadaizmus jegyeit viselik magukon, sokszor teljesen összefüggéstelen vezényszavak vagy jelmondatok alkotják, időről időre más művészektől átemelt idézetekkel színesítve, esetleg olyan mondatokkal, amiket H.P. éppen olvasott valahol és megtetszett neki. Tipikus példái ennek a "Lakierski materialiski" sor a "Posse (I Need You On The Floor)" című számban (amit H.P. Lengyelországban látott egy kamion oldalára írva), vagy a "Weekend"-ben az idézet A kis herceg című műből. Egy tipikus Scooter-dalszöveg így többnyire H.P. önfényezéséből vagy a közönség instruálásából áll, hasonlóképpen, mint a mintának tekintett 90-es évek elején tevékenykedő MC-k esetében. H.P. önmagára legtöbbször ráadásul valamilyen álnéven hivatkozik, amit gyakran cserélget.
A Scooter-számok jelentős része, különösen a 2000-es években, teljes mértékben feldolgozás volt, mely nem egy dalt jelentett, hanem akár hármat is: máshonnan vették a dallamot, máshonnan a kiállást, és máshonnan a refrént (sőt alkalmanként a szöveget is). Phil Speiser érkezésétől az egyediség ismét elsődleges lett, de alkalmanként még így is készülnek feldolgozások. H.P. nagy rajongója a KLF-nek, így szinte minden albumukon van valamilyen visszautalás rájuk – a két együttes szövegvilága és előadói stílusa egyébként is nagyon hasonló. Néha készítenek balladisztikus szerzeményeket vagy feldolgozásokat is, ilyenkor adja tanúbizonyságát H.P. annak, hogy nagyszerű énekhangja is van. Legtöbb számuk angol nyelvű, eltekintve egy-egy bekiabálástól, kizárólag az "Am Fenster" és a "Lass Uns Tanzen" azok, amik teljesen német nyelvűek, illetve a "Marian"-ban hallható egyetlen versszak.
A Scooter zenei stílusa többnyire követi az aktuális trendeket, mivel H.P. meglátása az, hogy mindig előre kell tekinteni, sohasem hátrafelé, és mivel ő is nagyon szeret bulizni, így azt próbálja meg átvinni saját fellépéseiken keresztül is a rajongók felé, amit ő is tapasztal. Így az első időszakban a happy hardcore és a rave dominált náluk, később a house és a hard trance, majd a 2000-es években egy hard dance/hands up időszakot követően átálltak arra, hogy egy-egy jellegzetes stílusnak szenteljenek egy albumot. Így került képbe a Scooterhez remekül passzoló jumpstyle és hardstyle, majd az EDM-korszakban a vegyes kritikákkal illetett dubstep és a progresszív house.
Fellépéseik jelentős része félig élő, ami azt jelenti, hogy H.P. végigszövegeli az előre elkészített instrumentális trackeket. A dalok közötti részeket sample-ök közbeiktatásával, hangeffektekkel színesítik, emellett különféle show-elemeket is bevetnek, mint például Michael Simon esetében a Predator-maszk vagy a nadrágletolás. Gyakran be is száll a számokba H.P. mikrofonjával. Korábban Rick Roland szintetizátorával kötötte össze a számokat, improvizált zongoraszólókkal. Néha felbukkannak egyéb zajkeltő eszközök is, mint az elektromos dobok, néhány dal erejéig a gitár, illetve néhány alkalommal a szirénázó megafon. A Scooter-koncertek másik fő jellegzetessége az intenzív pirotechnika, ez csak azokban az országokban nincs így, ahol az eleve be van tiltva.

## Tagjai

### Jelenleg
- Hans-Peter Geerdes (H.P. Baxxter) (1964. március 16.) (1993-) – ének, gitár
- Jürgen Frosch (Jay Frog) (1976. május 7.) (2002–2006, 2023-) – producer
- Marcel Neumann (Marc Blou) (1999. január 18.) (2023-) – producer

### Korábbi tagok
- Hendrik Stedler (Rick J. Jordan 1993–2014) (1968. január 1.) – szintetizátor, dobok, gitár, vokál
- Sören Bühler (Ferris Bueller) (1971. szeptember 29.) (1993–1998) – szintetizátor
- Axel Broszeit (Axel Coon) (1975. március 23.) (1998–2002) – producer
- Michael Simon (1972. augusztus 29.) (2006–2022) – producer, DJ
- Phil Speiser (1990. október 12. – ) (2014-2018) –producer, gitár, DJ
- Etnik Zarari (1992. május 27.) (2018-2019) – producer
- Sebastian Schilde (1985. július 11.) (2019-2022) – producer

### Vendégelőadók
- Nikk (Nicole Sukar, Rick felesége) (magasra torzított énekhang és szoprán-éneklés)
- Mary K (Marijke Stedler, Rick húga) (The First Time és Tonight)
- Shahin Moshirian (Age of Love album társszerző)
- Mark Acardipane és Dick Rules (Maria (I Like It Loud))
- Jeff „Mantas” Dunn (A Who’s Got The Last Laugh Now? 2006 Tour és a The Ultimate Aural Orgasm album gitárosa)
- Fatman Scoop (Behind The Cow)
- Lincoln (Behind The Cow a koncerteken)
- Jimmy Pop (a Bloodhound Gang énekese, The Shit That Killed Elvis)
- Kamala (I’m Lonely, Scarborough Reloaded)
- Status Quo (Jump That Rock (Whatever You Want))
- Antonella Ruggiero (Ti Sento)
- Vicky Leandros (C’est Bleu)
- Chris Avantgarde (The Only One)
- Eric Chase (album-utómunkálatok: Under The Radar Over The Top, The Big Mash Up, Music For A Big Night Out)
- Jaye Marshall (4 A.M., No Way To Hide, I Wish I Was)
- Wiz Khalifa (Bigroom Blitz – eredeti verzió)
- Vassy (Today, Radiate, Burn)
- Jessica Jean (King of the Land, Listen, Fallin')
- Michael Maidwell (What You’re Waiting For, Stargazer)
- Kater!na (Don’t Break The Silence)
- Jebroer (My Gabber)
- Dave202 (Kill The Cat)
- Xillions (Rave Teacher)
- Harris & Ford (God Save The Rave, Techno Is Back, Rave & Shout, Gimme That Noise, Devil's Symphony, Which Light Switch Is Which?, Gimme That Noise társszerző)
- FiNCH (Bassdrum, Rave Witchers, Posse Reloaded)
- Dimitri Vegas & Like Mike (We Love Hardcore)
- Timmy Trumpet (Paul is Dead, For Those About To Rave)
- Vanessa Schulz (Close Your Eyes, God Save The Rave, FCK 2020 vokál, Bassdrum vokál és társszerző, Rave Witchers vokál és társszerző)
- Charlott Boss (Devil's Symphony, vokál és társszerző)
- Diandra Faye (Never Stop The Show, vokál)
- Leony (Paul Is Dead és Groundhog Day, vokál)
- VIZE (Groundhog Day, társszerző)
- Neptunica (Waste Your Youth, társszerző)
- Donna Lugassy (Techno Is Back, társszerző és vokál, Rave & Shout, társszerző és vokál)
- Reinier Zonneveld (Mom Was On Tequila)
- Shibui (Gimme That Noise vokál)
- Blasterjaxx (Heart Attack társszerző)
- Ceres (Heart Attack vokál)
- Joost Klein (1, Luv U More)
- Paul Elstak (Luv U More)

### Menedzsment
- Jens Thele (menedzser, a Scooter „negyedik tagjának” is tartják)
- George Angelopoulos (fellépésszervezés)

## Diszkográfia
A Scooter huszonegy stúdióalbumot, öt koncertlemezt, tíz válogatásalbumot, nyolcvanhat kislemezt, negyvenöt B-oldalas számot, harminchat remixet, és számtalan egyéb kiadványt adott ki. Ezek között egyaránt találhatóak soha ki nem adott projektek, csak interneten megtalálható kiadványok, illetve közreműködések más előadókkal.

## Díjak
- ANIMAGO számítógépes grafikai fesztivál – Az év videója (Age of Love) (1998)
- MTV Oroszország – a világ legjobb zenekara (1998)
- Fonogram-díj – az év külföldi dance albuma: No Time To Chill (1999)
- Német VIVA Comet – legjobb hazai dance előadó (2000)
- Fonogram-díj jelölés – az év külföldi dance albuma: Sheffield (2001)
- Fonogram-díj jelölés – az év külföldi dance albuma: We Bring The Noise (2002)
- Német VIVA Comet – legjobb dance előadó (2003)
- Echo Music Awards – legjobb hazai dance előadó (2003)
- Fonogram-díj jelölés – az év külföldi dance albuma: The Stadium Techno Experience (2004)
- Echo Music Awards – legjobb dance előadó (2004)
- Euroconcert – legjobb előadó (2004)
- Beatport.com – legjobb hard dance előadó (2009)
- The Dome – különdíj 20 fellépés után (2009)
- Német VIVA Comet – Platinum díj (legtöbbet játszott előadó a VIVA-n (2010)
- Német ECHO-díj jelölés – legjobb hazai dance album: The Fifth Chapter (2015)

## Turnék
- Age of Love Tour (1998)
- No Time To Chill Tour (1999)
- Sheffield Tour (2000)
- Push The Beat For This Jam Tour (2002)
- We Like It Loud Tour (2004)
- Who’s Got The Last Laugh Now Tour (2006)
- Lass Uns Tanzen Clubtour (2007)
- The Ultimate Aural Orgasm Tour (2007, csak Ausztráliában)
- Jumping All Over The World Tour + Clubland Tour (2008)
- Under The Radar Over The Top Tour (2010)
- The Big Mash Up Tour (2012)
- 20 Years Of Hardcore Tour (2014)
- Can’t Stop The Hardcore Tour (2016)
- 100% Scooter – 25 Years Wild & Wicked Tour (2017-2018)
- God Save The Rave Tour (2020-2023)
- Thirty, Rough and Dirty Tour (2024-2025)

### Fellépéseik Magyarországon
Ezek a dátumok a scootertechno.ru által dokumentált időpontok és helyszínek. Amelyek mégsem, illetve nincs mellettük pontos dátum, azok rajongói beszámolókon alapulnak. A Scooter 1995-ben Magyarországon egy országos klubturnén járt, a sarkadi fellépés előtt készült videó tanúsága szerint, de hogy a nevezett fellépésen túl ez kiterjedt-e más helyszínekre is, jelenleg sajnos nem állítható teljes bizonyossággal.
- 1995: Sarkad, Sweet Night (május 25.), Nyíregyháza, Sóstó-Ifipark (május 26.), Ózd, Rio (május 26.), Sopron, Rave Olimpia, Sportcsarnok (május 27.) Budapest, Vasas Sportcsarnok (május 28.)
- 1996: Budapest, Total Dance fesztivál (április 20.)
- 1997: Budapest, Total Dance Fesztivál (április 26.)
- 1998: Budapest, In Da House party (május 9.), Sáránd, Club M47
- 1999: Budapest, No Time To Chill Tour (február 15.), Budapest, Total Dance Fesztivál (november 13.), lottósorsolás november 14-én
- 2002: Budapest, Events Hall (október 19.)
- 2003: Siófok, Flört Club (július 30.)
- 2005: Budapest, Events Hall (május 15.)
- 2009: Budapest, BME Egyetemi Napok (szeptember 15.)
- 2010: Szeged, Szegedi Ifjúsági Napok (augusztus 27.)
- 2011: Tokaj, Hegyalja Fesztivál (július 13.) Budapest, Fridge Fesztivál (november 10.)
- 2012: Budapest, Unique Fesztivál (augusztus 24.)
- 2013: Tokaj, Hegyalja Fesztivál (június 29.) Budapest, BME Egyetemi Napok (szeptember 19., DJ-szett) Debrecen, Lovarda (szeptember 20., DJ-szett)
- 2014: Szeged, Deja Vu Fesztivál (június 4.), Budapest, Budapest Park (szeptember 12.)
- 2015: Budapest, Budapest Park (május 16.), Szeged, Szegedi Ifjúsági Napok (augusztus 24.)
- 2016: Budapest, Budapest Park (április 30.), Velence, A Mi Velencénk Fesztivál (június 18.)
- 2017: Budapest, Budapest Park (május 27.) Székesfehérvár, FEZEN (augusztus 5.)
- 2018: Budapest, Budapest Park (június 9.), Debrecen, Campus Fesztivál (július 20.)
- 2019: Budapest, Budapest Park (június 15.), Velence, EFOTT (július 13.)
- 2021: Sukoró, EFOTT (augusztus 12.), Budapest, Budapest Park (október 2.) (eredetileg 2020. június 13., majd október 3., aztán 2021. június 12.)
- 2022: Budapest, Budapest Park (június 11.), Székesfehérvár, FEZEN (július 30.)
- 2023: Budapest, Budapest Park (június 3.)
- 2024: Budapest, Budapest Park (június 1.), Székesfehérvár, FEZEN (augusztus 3.)
- 2025: Budapest, Budapest Park (május 31.)
- 2026: Budapest, Budapest Park (május 30., előzetesen bejelentve)

## Kritikák
Mint minden együttesnek, így a Scooternek is vannak kritikusai. Számos ponton fedeztek fel gyengeséget, melyeket többnyire a következőkkel indokoltak:
- Túlságosan is a tömeg igényeinek szeretnének megfelelni. Egymást követő számaik meglehetősen egyformák, amelyek miatt még a jó zenei ötletek is unalmassá válhatnak. Illetve éppen az ellenkező hatást váltotta ki a "The Big Mash Up" című lemezük, mely esetében a rajongók a hivatalos fórumon és a Facebook-on éppen azt sérelmezték, hogy inkább az aktuális trendeknek akarnak megfelelni, semmint a klasszikus hangzást folytatni. A lemezt követően csak erősödtek ezek a hangok, ugyanis ez a hatás csak még erősebb lett, a mainstream-hez igazodást viszont sok régi Scooter-rajongó, akik a happy hardcore, de még inkább a hard dance-hands up időszak hangzásvilágát tartják az egyetlen igazi "Scooter-stílusnak".
- Rengeteg számuk feldolgozás.[44] Bár a Scooter eredetileg is remixcsapatnak indult, így ez a terület nem lehet számukra idegen, azért a régebbi albumokhoz képest kirívóan magas a feldolgozások aránya. Emellett néha egészen különböző stílusú számok keverékeiből készítik el dalaikat. Rick J. Jordan az egészről ezt nyilatkozta: "Őszintén szólva, az olyan klasszikusok, mint Carajan, Callas, vagy Pavarotti, saját stílusukat mások által készített művekből nyerték el, anélkül, hogy kétségbe vonnánk tehetségüket. Néha nekünk is ettől különlegesek a dalaink: a régi és az új ütközése miatt."[45]
- Sokak számára a Scooter még mindig a kilencvenes éveket képviseli, és "retro"-nak gondolják. Számos kevésbé tájékozott rajongó is emiatt elsősorban a korai években készített számaikat várja a fellépéseken is, amely viszont csak igen ritkán, és akkor is főként turnéhelyszíneken történik meg. A műsor oroszlánrészét a 2020-as évek elejétől az újabb számok adják, illetve azok a nagy slágerek, amik évek óta a koncertrepertoár részét képezik (One, Maria, Fire, Fuck The Millennium / Call Me Manana, The Logical Song)

### Inspirált előadók
A Scooter stílusát sokan próbálták meg lemásolni, és sajátjuk alapjává tenni. Magyarországon a kilencvenes években a Kozmix, illetve kisebb mértékben a korai Kerozin volt az, amely mind látványvilágában, mind hangzásában a Scooter utánzására törekedett. Legjellegzetesebb azonban a Section 1 cseh-orosz formáció (ismertek még Satellite Bass néven is), akik több komplett albumot is kiadtak, melyeken nem nehéz felismerni azokat a Scooter-számokat, amelyeket leutánoztak. Korábban a Section 1 tagja volt Sound-X-Monster is, aki arról híres, hogy főként Scooter-számok szövegének összevágásával alkot új dalokat és hoz létre "alternatív Scooter-albumokat" korábbi dalok újraalkotásából. Érdekességképpen megemlíthető, hogy Sound-X-Monster segített Ferris 2021-es visszatérésénél is.

### Hivatalos oldalak
- A Scooter hivatalos oldal
- Hivatalos Facebook-oldal
- Hivatalos Twitter-oldal
- Hivatalos VK-oldal Archiválva 2016. február 4-i dátummal a Wayback Machine-ben
- Hivatalos YouTube-csatorna
- Hivatalos merchandise webshop

### Rajongói oldalak
- Minden, ami Scooter – egy helyen Archiválva 2018. szeptember 1-i dátummal a Wayback Machine-ben
- Music.hu
- Cseh rajongói klub
- Dave oldala

### Hasznos
- Teljeskörű információ a Scooterről 2007-ig (angol)
- Angol-orosz weboldal, a rajongók a legjobbnak választották
- Scooter.lap.hu – linkgyűjtemény

### Fordítás
- Ez a szócikk részben vagy egészben  a   Scooter című orosz Wikipédia-szócikk ezen változatának fordításán alapul.  Az eredeti cikk szerkesztőit annak laptörténete sorolja fel. Ez a jelzés csupán a megfogalmazás eredetét és a szerzői jogokat jelzi, nem szolgál a cikkben szereplő információk forrásmegjelöléseként.